# سیروز (کلوب شبانه)
سیروز (انگلیسی: Ciro's) کلوب شبانه‌ای در بلوار سان‌ست در وست هالیوود، کالیفرنیا بود که توسط ویلیام آر. ویلکرسون تأسیس شد. سیروز که در سال ۱۹۴۰ افتتاح شد، به کلوب شبانه محبوبی برای افراد مشهور تبدیل شد. این کلوپ در سال ۱۹۶۰ بسته شد و در سال ۱۹۶۵ به عنوان کلوب راک بازگشایی شد. پس از چند بار تغییر نام، در نهایت در سال ۱۹۷۲ به فروشگاه کمدی تبدیل شد.